# Ernest Schultz
Ernest Schultz (Dalhunden, 29 de janeiro de 1931 - Bas-Rhin, 20 de setembro de 2013) foi um futebolista francês. Ele competiu na Copa do Mundo FIFA de 1954, sediada na Suíça, na qual a seleção de seu país terminou na nona colocação dentre os 16 participantes.